# سیارک ۱۵۲۴۸
سیارک ۱۵۲۴۸ (به انگلیسی: 15248 Hidekazu، نامگذاری:1989WH3)۱۵۲۴۸مین سیارک کشف شده‌است که در ۲۹ نوامبر ۱۹۸۹ کشف شد.